# Frontière entre l'Azerbaïdjan et la Géorgie
La frontière entre l'Azerbaïdjan et la Géorgie est la frontière séparant l'Azerbaïdjan et la Géorgie.